# Акшатау (Аральський район)
Акшата́у (каз. Ақшатау) — село у складі Аральського району Кизилординської області Казахстану. Входить до складу Аманоткельського сільського округу.
Населення — 91 особа (2021; 184 у 2009, 207 у 1999).